# 異黃酮

異黄酮（isoflavone）的分子结构。其属于一种黄酮类化合物，图示其位标。

異黃酮（isoflavone）是苯环B环联结在C-3位，中央C环部分为不饱和的六元环，4位为酮基的黄酮类化合物。
异黄酮类（isoflavones）是自然界的異黃酮類化合物，其中許多是哺乳动物的植物性雌激素。異黃酮主要是由豆科植物所分泌。
異黃酮和許多相關的植物性雌激素會作為營養補充品販售，不過有關長期服用的安全性以及其健康上的助益，相關的科學證據非常的少。有些研究指出服用高劑量異黃酮的潛在風險（例如對於乳癌病史的女性），不過還沒有高品質的臨床研究可以證實其風險。